# Gdebi
Gdebi és una eina que permet la instal·lació de paquets deb de manera local en sistemes operatius Linux.
A diferència de dpkg, gdebi permet la instal·lació de paquets sense connexió a internet i permet la resolució de dependències de manera automàtica.
Gdebi es troba disponible a les distribucions Debian i a les seves derivades Ubuntu (a partir de la versió 10.04 ja ve instal·lat de sèrie) i Linux Mint. Tot i això, també està disponible als repositoris de Debian/GNU Linux.
L'aplicació es pot utilitzar indistintament en mode gràfic i en mode consola. Actualment disposa d'una interfície escrita en Qt per escriptoris KDE i una escrita en GTK+ per escriptoris Gnome.
Per instal·lar un paquet deb en mode consola, s'ha d'escriure la següent instrucció:
```
# gdebi nom_paquet.deb
```